# Jacek Werbanowski
Jacek Bronisław Werbanowski (ur. 1953, zm. 22 lutego 2015 w Warszawie) – polski historyk sztuki.
Ukończył studia na Wydziale Historii Sztuki w Akademii Teologii Katolickiej w Warszawie. Współpracował ze Staromiejskim Domem Kultury w Warszawie, gdzie był kuratorem Galerii Promocyjnej. Na początku 1990 stworzył kwartalnik „EXIT. Nowa sztuka w Polsce”, którego był redaktorem naczelnym. Współpracował z wieloma galeriami sztuki współczesnej, był recenzentem wystaw malarstwa. Jako autorytet w tej dziedzinie uczestniczył w imprezach artystycznych, m.in. zasiadał w jury Paszportów „Polityki”.